# Martin Trnovský
Martin Trnovský (Bratislava, 7 giugno 2000) è un calciatore slovacco, portiere dello Slovan Bratislava.

## Carriera

### Club
Cresciuto nel settore giovanile dello Slovan Bratislava, il 12 gennaio 2018 firma il primo contratto professionistico con gli azzurri. Esordisce in prima squadra il 4 luglio 2020, nella partita di campionato vinta per 4-0 contro lo Zemplín Michalovce.

### Nazionale
Ha giocato nelle nazionali giovanili slovacche Under-16, Under-17, Under-18 ed Under-19.

## Statistiche

### Presenze e reti nei club
Statistiche aggiornate al 5 gennaio 2025.
| Stagione        | Squadra           | Campionato      | Campionato | Campionato | Coppe nazionali | Coppe nazionali | Coppe nazionali | Coppe europee | Coppe europee | Coppe europee | Altre coppe | Altre coppe | Altre coppe | Totale | Totale |
| Stagione        | Squadra           | Comp            | Pres       | Reti       | Comp            | Pres            | Reti            | Comp          | Pres          | Reti          | Comp        | Pres        | Reti        | Pres   | Reti   |
| --------------- | ----------------- | --------------- | ---------- | ---------- | --------------- | --------------- | --------------- | ------------- | ------------- | ------------- | ----------- | ----------- | ----------- | ------ | ------ |
| 2019-2020       | Slovan Bratislava | SL              | 1          | 0          | CS              | 0               | 0               | UCL+UEL       | 0+0           | 0             | -           | -           | -           | 1      | 0      |
| 2020-2021       | Slovan Bratislava | SL              | 0          | 0          | CS              | 0               | 0               | UCL+UEL       | 0+0           | 0             | -           | -           | -           | 0      | 0      |
| 2021-2022       | Slovan Bratislava | SL              | 0          | 0          | CS              | 1               | 0               | UCL+UEL+UECL  | 0+0+0         | 0             | -           | -           | -           | 1      | 0      |
| 2022-2023       | Slovan Bratislava | SL              | 14         | -12        | CS              | 2               | -4              | UCL+UEL+UECL  | 0+0+1         | 0             | -           | -           | -           | 17     | -16    |
| 2023-2024       | Slovan Bratislava | SL              | 7          | -7         | CS              | 3               | -1              | UCL+UEL+UECL  | 0+0+2         | 0 + 0 + -5    | -           | -           | -           | 12     | -13    |
| 2024-2025       | Slovan Bratislava | SL              | 7          | -8         | CS              | 2               | -1              | UCL           | 2             | -3            | -           | -           | -           | 11     | -12    |
| Totale carriera | Totale carriera   | Totale carriera | 29         | -27        |                 | 8               | -6              |               | 5             | -8            |             | -           | -           | 42     | -41    |

## Palmarès

### Club

#### Competizioni nazionali
- Campionato slovacco: 6

Slovan Bratislava: 2019-2020, 2020-2021, 2021-2022, 2022-2023, 2023-2024, 2024-2025
- Coppa di Slovacchia: 2

Slovan Bratislava: 2019-2020, 2020-2021